# Sanderara
× Sanderara (abreviado Sand en el comercio) es un híbrido intergenérico entre los géneros de orquídeas Brassia × Cochlioda × Odontoglossum.  Fue publicado en Orchid Rev. 45: 257 (1937).